# Fouday
Fouday är en kommun i departementet Bas-Rhin i regionen Grand Est (tidigare regionen Alsace) i nordöstra Frankrike. Kommunen ligger i kantonen Schirmeck som tillhör arrondissementet Molsheim. År 2022 hade Fouday 345 invånare.

## Befolkningsutveckling
Antalet invånare i kommunen Fouday
| Referens: INSEE |